# Schtroumpf à lunettes
 (novembre 2022).
Si vous disposez d'ouvrages ou d'articles de référence ou si vous connaissez des sites web de qualité traitant du thème abordé ici, merci de compléter l'article en donnant les références utiles à sa vérifiabilité et en les liant à la section « Notes et références ».
Le Schtroumpf à lunettes est un personnage de fiction de la bande dessinée Les Schtroumpfs. Il a été créé par le dessinateur belge Peyo puis transformé par Thierry Culliford. C'est l'un des Schtroumpfs récurrents de la série et il apparaît dans presque tous les albums.

## Caractéristiques

Illustration du Schtroumpf à lunettes sur une fresque murale à Bruxelles.

Il est facile à reconnaître, car comme son nom l'indique, il porte une paire de lunettes, à fortes montures noires. Sans elles, le Schtroumpf à lunettes est presque aveugle. Néanmoins, lors de ses premières apparitions (dans les mini-récits qui vont du Voleur de Schtroumpfs au Centième Schtroumpf), il n'était pas encore doté de lunettes et le Grand Schtroumpf le désignait comme étant le « moralisateur ».
Il sermonne les autres Schtroumpfs quand ceux-ci désobéissent à un ordre donné par le Grand Schtroumpf ou qu'ils se conduisent mal, et ce même s'il est lui-même en cause ou si c'est par lâcheté qu'il ne s'est pas mêlé de l'affaire. Il se fonde notamment sur des traités de morale et des dictionnaires de proverbes, dont un album récent nous révèle qu'ils sont présents en nombre dans sa bibliothèque. Il soutient continuellement le Grand Schtroumpf et commence souvent ses leçons de morale par : « Comme dit le Grand Schtroumpf… », et les termine par « N'est-ce pas ? ».
Érudit du village, il détient ainsi de nombreuses connaissances dans beaucoup de domaines mais il ne sait pas en faire profiter ses frères car sa capacité à agacer autrui lui laisse rarement le temps de finir ses phrases. Pire que tout : il n'a pas la sagesse du Grand Schtroumpf, qui permet à celui-ci de garder un certain recul par rapport à l'utilisation du savoir. Cela est particulièrement visible dans Les Schtroumpfs et le Livre qui dit tout, lorsqu'il accède à un savoir illimité et décide de l'utiliser pour prendre le pouvoir, preuve que la connaissance seule n'est pas une qualité et peut conduire aux pires extrémités. 
Le Schtroumpf à lunettes semble être le moins populaire des Schtroumpfs au sein du village. Il est régulièrement frappé à coup de maillet ou expulsé du village lorsque ses leçons de morale agacent trop les autres Schtroumpfs, et son sort ne préoccupe guère ses congénères lorsqu'il est en danger. Ainsi, dans Le Schtroumpfissime, personne ne cherche à le délivrer lorsqu'il est emprisonné, et, dans Les Schtroumpfs et le Cracoucass, il est propulsé hors de la tour de guet où tous les Schtroumpfs se sont réfugiés, et il doit attendre la nuit pour y revenir.

## Apparitions
Il apparaît dès la troisième planche de l'album no 1 : Les Schtroumpfs noirs. Comme Peyo et Delporte, dans les mini-récits originaux, l'avaient créé sans lunettes, son qualificatif a d'abord été celui de Schtroumpf moralisateur – qualificatif qui lui est passagèrement redonné dans L'Apprenti Schtroumpf. Pendant une courte période, soit vers la fin de La Schtroumpfette (planche 36 et 37), au début des Schtroumpfs et le Cracoucass (planche 4) et tout au long du Cosmoschtroumpf, il est appelé Schtroumpf lunettes.
Dans Le Schtroumpfissime, il est convaincu que les Schtroumpfs vont l'élire pour remplacer le Grand Schtroumpf durant son absence, mais il ne recueille finalement que deux voix, la sienne et celle du Schtroumpf bêta.
Dans Salade de Schtroumpfs, lorsque trois des Schtroumpfs sont transformés en légumes, il pose une bonne question sur la situation tout juste avant qu'on lui donne un coup de maillet pour le faire taire, ce qui a surpris tout le monde car il avait réussi à dire quelque chose de sensé qui n'avait pas énervé ses congénères. Malheureusement, il est transformé en petit pois avant de retrouver son apparence normale grâce au remède que le Grand Schtroumpf a trouvé et se mit à surveiller les cultures du Schtroumpf Paysan. 
Il tient le rôle principal dans Les Schtroumpfs et le Livre qui dit tout, où il acquiert un pouvoir important grâce à un livre magique. À la suite d'une dérive autoritaire comparable à celle du Schtroumpfissime, il retrouve la raison et reconnait ses erreurs. Dans la version animée du Schtroumpfissime, il occupe lui-même ce rôle.
Dans Les Schtroumpfs et la Machine à rêver, il est le seul au village à ne pas avoir succombé aux travers de ladite machine car ses lunettes l'empêchent de pouvoir l'utiliser. Il sera ainsi le sauveur du village car il élaborera et exécutera seul un plan visant à se débarrasser de la machine. Ayant pris conscience tout seul de la nature de la menace qui pèse sur le village, on peut y voir le signe que, depuis l'épisode du Livre qui dit tout, le Schtroumpf à lunettes a mûri et commence à appréhender sa fonction de moralisateur du village avec plus de recul et de sagesse.

### Version animée
Dans la version française du dessin animé Les Schtroumpfs, le Schtroumpf à lunettes est doublé par Francis Lax. Dans cette série, le Schtroumpf à lunettes est particulièrement énervant, orgueilleux et exaspérant car il a un égo surdimensionné, n'écoute personne à part le Grand Schtroumpf et ne reconnaît pas ses torts ce qui provoque des catastrophes mais il est également lâche même quand ses congénères sont en danger. Il est souvent vu en binôme avec le Schtroumpf Maladroit avec qui il partage une grande amitié même si à cause de son orgueil, il n'écoute pas son ami quand il l’avertit d'un danger.   
Lorànt Deutsch a repris le doublage du Schtroumpf à lunettes dans le film d'animation 3D américain Les Schtroumpfs. Sébastien Desjours reprend le rôle dans la suite, Les Schtroumpfs 2 ainsi que le reboot Les Schtroumpfs et le Village perdu.
Dans Les Schtroumpfs et le Village perdu, le Schtroumpf à lunettes possède une personnalité quelque peu différente : il est plus sympathique, plus intelligent et beaucoup moins exaspérant que dans toutes les autres versions. Il possède également un laboratoire où il fait des expériences, ainsi qu'une coccinelle nommé Snappy. Deux choses intéressantes, il n'est pas éjecté une seule fois du village et ne semble pas avoir peur de se battre contre le Schtroumpf Costaud. 
Dans le dessin animé de 2021, le Schtroumpf à lunettes est toujours énervant envers les autres Schtroumpfs et déclenche encore des catastrophes. Il se déplace dans le village à l'aide d'un gyropode fabriqué en bois. Il peut aussi se montrer intelligent et tenace dans certaines situations.

## Autres noms
- Allemand : Schlaubi
- Anglais : Brainy Smurf
- Catalan : Ulleres
- Espagnol : Pitufo Filósofo
- Espéranto : Okulvitra Smurfo
- Hongrois : Okoskatörp
- Italien : Quattrocchi
- Néerlandais : Brilsmurf
- Polonais : Ważniak
- Russe : Очкарик
- Suédois : Glasögonsmurf
- Tchèque : Koumák